# Thaia maxima
Thaia maxima är en insektsart som beskrevs av Irena Dworakowska 1976. Thaia maxima ingår i släktet Thaia och familjen dvärgstritar.
Artens utbredningsområde är Taiwan. Inga underarter finns listade i Catalogue of Life.